# 聖維塔萊河村

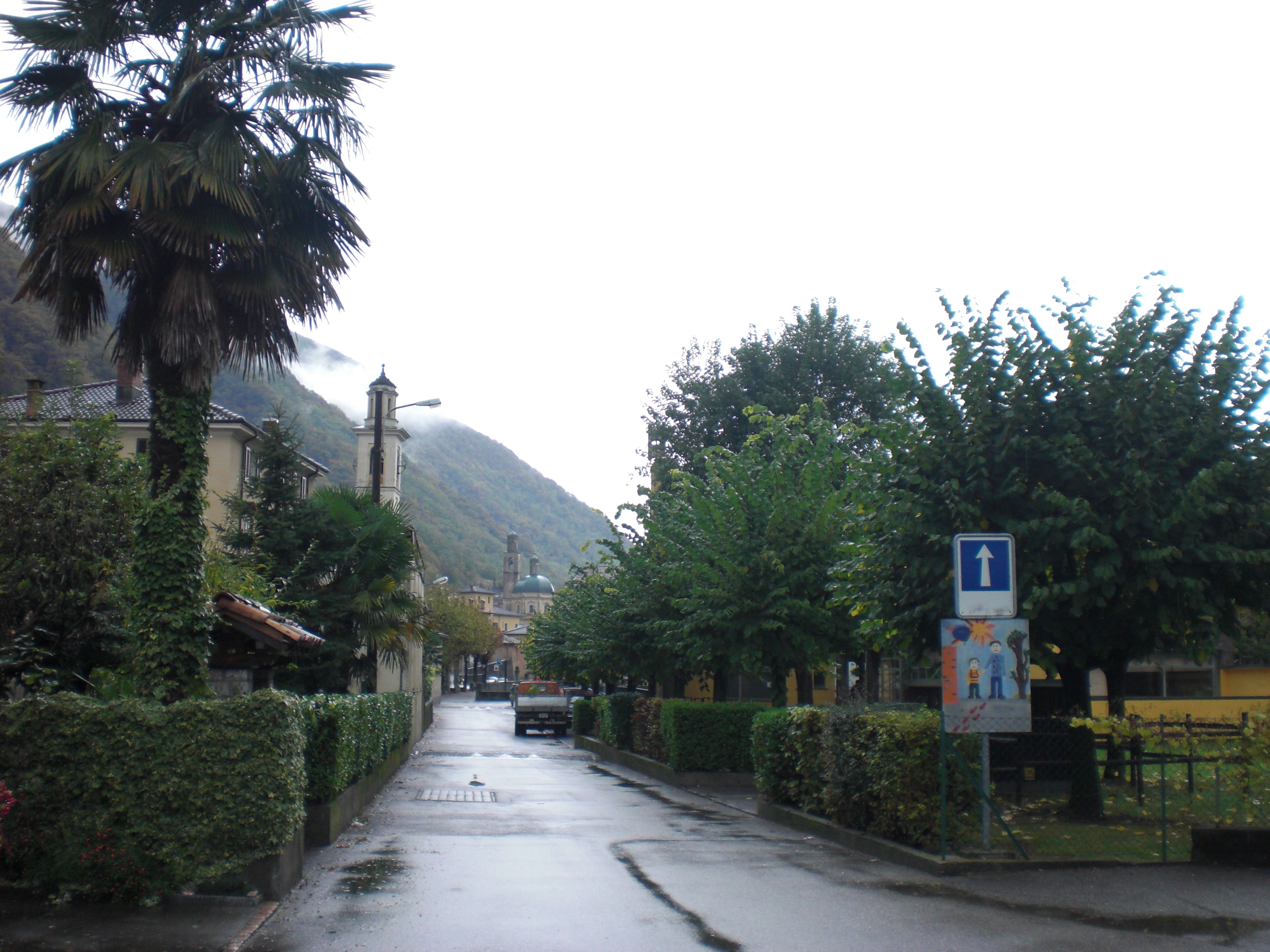

聖維塔萊河村是瑞士的城鎮，位於該國南部，由提契諾州負責管轄，面積5.97平方公里，海拔高度273米，2011年人口2,505，八成人口信奉羅馬天主教，人口密度每平方公里420人。